# Bendugu
Bendugu ist Ort in Sierra Leone und seit 2017 Verwaltungssitz des Distrikts Falaba (Koinadugu I) im Chiefdom Mongo in der Provinz Northern.